# 스리 6 마피아
스리 6 마피아(Three 6 Mafia)는 미국의 힙합 밴드이다.